# Ricardo Monteiro
Pour les articles homonymes, voir Monteiro (homonymie).
Ricardo Monteiro (né le 2 octobre 1985) est un athlète portugais, spécialiste du sprint.

## Biographie
Si son meilleur temps sur 100 m n'est que de 10 s 64 obtenu à Abrantes en 2006, il est finaliste des Championnats d'Europe d'athlétisme 2010 avec le record du Portugal sur 4 x 100 m, en 38 s 88.

### Palmarès
| Date | Compétition           | Lieu      | Résultat | Épreuve   | Performance |
| ---- | --------------------- | --------- | -------- | --------- | ----------- |
| 2010 | Championnats d'Europe | Barcelone | 6e       | 4 x 100 m | 38 s 88     |
| 2012 | Championnats d'Europe | Helsinki  | 6e       | 4 x 100 m | 39 s 96     |